# Зайцево (Німанський район)
Зайцево (рос. Зайцево) — селище Німанського району, Калінінградської області Росії. Входить до складу Жилінського сільського поселення.
Населення —  35 осіб (2015 рік). 